# Szaleję za Premem
Szaleję za Premem (oryg. Main Prem Ki Diwani Hoon, hindi मैं प्रेम की दीवानी हूँ, urdu میں پریم کی دیوانی ہیں) – bollywoodzki komediodramat miłosny, remake filmu z 1976 roku (Chitchor) wyreżyserowany w 2003 roku przez Sooraja R. Barjatyę, autora hitu z 1994 Hum Aapke Hain Koun...! i Vivah z 2006. W rolach głównych Hrithik Roshan, Kareena Kapoor i Abhishek Bachchan. Tematem filmu jest miłość i konflikt między wiernością wobec ukochanej osoby a lojalnością wobec rodziny, wobec tych którym wiele zawdzięczamy.

## Fabuła
Sanjana (Kareena Kapoor), ukochana córeczka Tatusia kończy college. Jej matka spodziewa się, że teraz nadszedł czas zaaranżowania małżeństwa dla Sanjany. Jej starsza siostra Roopa mieszkająca w USA ma już dla niej odpowiedniego kandydata, którego interesy wiążą się z interesami jej męża. Prem to bogaty biznesmen, jedynak uwielbiany przez matkę. Ma właśnie przyjechać w sprawie służbowej do ich miasteczka pod Himalajami i na jakiś czas będzie gościć u rodziny Sanjany. Siostra uważa, że ten czas trzeba wykorzystać tak, aby Sanjanie udało się pozyskać względy Prema. Sanjana buntuje się, jest przekorna i zaczepna w stosunku do Prema (Hrithik Roshan), nie chce czuć się jak przedmiot wystawiany na sprzedaż, ale z czasem ulega urokowi. Prem ujmuje ją swoją radością życia, pogodą ducha, energią i serdecznością, z jaką traktuje jej rodziców. Sanjana zakochuje się. Gdy oboje już są pewni swoich uczuć i akceptacji rodziców, siostra przysyła z Ameryki maila, w którym przeprasza za odłożenie wizyty Prema i zapowiada jego rychły przyjazd. Rodzice Sanjany są wstrząśnięci. Kim jest człowiek, którego goszczą pod swoim dachem i któremu Sanjana oddała już swoje serce? Co począć dalej z aranżowanym małżeństwem?

## Obsada
- Hrithik Roshan – Prem Kishen
- Kareena Kapoor – Sanjana
- Abhishek Bachchan – Prem Kumar
- Pankaj Kapoor – Satyaprakash
- Shubha Khote – matka Fernandes
- Reema Lagoo – matka Prem Kishana i Prem Kumara
- Johnny Lever – Johnny
- Kusumit Sana – Shabnam
- Himani Shivpuri – Susheela
- Tanaaz Currim – Roopa
- Javed Jaffrey – gościnnie
- Farida Jalal – pani Kapoor

## Piosenki
Muzykę do filmu stworzył Anu Malik znany z komponowania do takich filmów jak: Zakochać się jeszcze raz i Umrao Jaan (2006), Jestem przy tobie (2004), Fiza (2000), Aśoka Wielki (2001), Baadshah (1999) i Akele Hum Akele Tum i Ram Jaane (1995).
| Piosenkę                   | śpiewają                      | przedstawiają na ekranie                           |
| -------------------------- | ----------------------------- | -------------------------------------------------- |
| Chali Aayee Chali Aayee    | Chitra i K.K                  | Hrithik Roshan i Kareena Kapoor                    |
| Sanjana I Love You         | Sunidhi Chauhan, Chitra i K.K | Hrithik Roshan i Kareena Kapoor                    |
| Bani Bani Prem Diwani Bani | Chitra                        | Hrithik Roshan, Kareena Kapoor i Abhishek Bachchan |
| Aur Mohabbat Hai           | Shaan                         | Abhishek Bachchan i Kareena Kapoor                 |
| O Ajnabi (Happy)           | Chitra i K.K                  | Hrithik Roshan i Kareena Kapoor                    |
| Kasam Ki Kasam             | Chitra i Shaan                | Hrithik Roshan, Kareena Kapoor i Abhishek Bachchan |
| Papa Ki Pari               | Sunidhi Chauhan               | Kareena Kapoor                                     |
| Ladka Yeh Kehta Hai        | K.K                           | Hrithik Roshan i Kareena Kapoor                    |
| O Ajnabi (Sad)             | Chitra                        | Hrithik Roshan, Kareena Kapoor i Abhishek Bachchan |
| Bhatke Panchi              | Chitra                        | Hrithik Roshan i Kareena Kapoor                    |
| Prem Prem Prem             | Chitra, K.K i Shaan           |                                                    |